# Strutturalismo (filosofia)
Lo strutturalismo è un movimento filosofico, scientifico e critico letterario che, sviluppatosi soprattutto in Francia durante gli anni sessanta del XX secolo, estese all'antropologia, alla critica letteraria, alla psicoanalisi, al marxismo e all'epistemologia, le teorie e il metodo dello strutturalismo linguistico.
In particolare nella critica artistica e letteraria (vedi gli studi di Gérard Genette), è stata applicata la teoria e la prassi strutturalista che considera l'opera presa in esame (testo letterario, creazione pittorica o filmica) come un insieme organico scomponibile in elementi e unità, il cui valore funzionale è determinato dall'insieme dei rapporti fra ogni singolo livello dell'opera e tutti gli altri.
Fra i più importanti pensatori associati allo strutturalismo occorre ricordare il linguista Roman Jakobson, l'antropologo Claude Lévi-Strauss, lo psicoanalista Jacques Lacan, il filosofo e storico Michel Foucault, il filosofo marxista Louis Althusser e il critico letterario Roland Barthes.

## Storia
Le origini dello strutturalismo si fanno risalire al lavoro di Ferdinand de Saussure in linguistica. Fino ad allora l'esistenzialismo era il movimento intellettuale dominante in Europa. Lo strutturalismo emerse soprattutto in Francia, da cui poi si diffuse nel mondo.
Il termine "strutturalismo" è apparso nei lavori dell'antropologo francese Claude Lévi-Strauss. Ciò portò all'emergere del movimento strutturalista in Francia, grazie anche all'opera di Louis Althusser e Jacques Lacan. La maggior parte degli appartenenti a questo movimento non si consideravano parte di un movimento specifico.
Lo strutturalismo rifiuta il concetto di libertà e scelta umana, concentrandosi invece sul modo in cui l'esperienza e il comportamento umano sono determinati da varie strutture. Per alcuni anni antropologi come C. Lévi-Strauss, psicoanalisti freudiani come J. Lacan, filosofi marxisti come Althusser e Foucault, critici letterari come Barthes, linguisti come Jakobson, Benveniste e Greimas, sembrano appartenere a una comune area culturale antistoricista, antiumanistica e antiesistenzialista che sostituiva al primato della storia, dell'uomo, della soggettività della coscienza e
dell'individuo quello della struttura: invece di comprendere i fenomeni sociali e culturali dall'interno, ricostruendo il loro farsi storico attraverso l'azione consapevole e potenzialmente libera degli
individui, gli strutturalisti preferivano trattare il mondo umano come un qualsiasi altro campo di ricerca indagato dalle scienze naturali e scoprire dall'esterno quali relazioni sistematiche e costanti (o strutture) intercorressero tra i fenomeni socio-culturali e dunque entro quali limiti, spesso inconsci, fosse costretta l'azione degli individui.
La prima importante opera in questo caso è Le strutture elementari della parentela (1949) di Claude Lévi-Strauss. Lévi-Strauss utilizza l'analisi strutturale in ambito antropologico per esaminare le varie forme di aggregazione sociale. Lo studio di Lévi-Strauss si concentra sul tabù universale dell'incesto e le strutture parentali che stanno alla base del vivere sociale.
Il post-strutturalista Jacques Lacan applicò lo strutturalismo alla psicoanalisi e al suo programma da lui denominato significativamente "ritorno a Freud". Non è casuale infatti che egli usasse dire esplicitamente e con lo stile di linguaggio esoterico che gli era proprio, di essere l'unico vero psicoanalista freudiano ortodosso.
Il marxista e militante del Partito Comunista Francese Louis Althusser propone il "Marxismo strutturalista", un programma di "ritorno a Marx" in chiave di lettura strutturalista che togliesse di mezzo l'incomodo e poco scientifico Hegel.
Oltre a Lacan e Althusser sono state considerate di impostazione strutturalista anche le ricerche dell'"archivista" o "archeologo del sapere" Michel Foucault nel campo dell'analisi politica e sociale; tuttavia l'autore ha negato la sua filiazione con la corrente, fino a considerarsi una delle persone più anti-strutturaliste in assoluto.
Strutturaliste sono anche le analisi del testo letterario condotte da Roland Barthes e soprattutto molte sue proposte nel campo della semiotica e l'ultima fase della letteratura di Italo Calvino (specialmente Se una notte d'inverno un viaggiatore).

## Il post-strutturalismo
A questo filone di pensiero più nettamente strutturalista si possono far risalire altri pensatori di ampia risonanza, il cui pensiero è denotato con l'espressione più corretta di post-strutturalismo: Jacques Derrida, Jean-François Lyotard, Gilles Deleuze e Julia Kristeva.